# Peyman Rajabi
Peyman Rajabi (* 8. Januar 1983 in Täbris) ist ein ehemaliger iranischer Sprinter.

## Sportliche Laufbahn
Erste Erfahrungen bei internationalen Meisterschaften sammelte Peyman Rajabi im Jahr 2002, als er bei den Juniorenasienmeisterschaften in Bangkok mit der iranischen 4-mal-100-Meter-Staffel in 40,86 s die Bronzemedaille gewann, und auch mit der 4-mal-400-Meter-Staffel gewann er in 3:10,95 min Bronze. 2010 belegte er bei den Hallenasienmeisterschaften in Teheran in 6,86 s den fünften Platz im 60-Meter-Lauf und im Jahr darauf wurde er bei den Asienmeisterschaften in Kōbe über 200 Meter im Vorlauf disqualifiziert und gewann mit der 4-mal-400-Meter-Staffel in 3:08,58 min die Bronzemedaille hinter den Teams aus Japan und Saudi-Arabien. 2013 bestritt er in Teheran seinen letzten Wettkampf und beendete damit seine aktive sportliche Karriere im Alter von 30 Jahren. 

## Persönliche Bestzeiten
- 100 Meter: 10,63 s, 21. Juni 2012 in Teheran
  - 60 Meter (Halle): 6,85 s, 24. Februar 2010 in Teheran
- 200 Meter: 21,35 s (+0,6 m/s), 24. Juli 2009 in Taipeh